# Modello booleano esteso
Il modello booleano esteso è stato descritto nel 1983 da Gerard Salton, Edward A. Fox e Harry Wu.
Scopo del modello esteso è superare gli inconvenienti e le limitazioni del modello booleano utilizzato in information retrieval. 
Il modello booleano non considera infatti il peso dei termini nelle query e il risultato di una query booleana tende spesso a essere troppo grande o troppo piccolo. L'idea del modello esteso è di fare uso di corrispondenze parziali e del peso dei termini in uno spazio vettoriale. Combina le caratteristiche del modello di spazio vettoriale con le proprietà dell'algebra booleana e riesce a ordinare la somiglianza tra query e documenti. In questa maniera un documento potrebbe essere in qualche modo rilevante se corrisponde ad alcuni termini della query e quindi essere restituito come risultato, cosa che non accadrebbe nel modello booleano standard.